# KoRo Handels GmbH
Die KoRo Handels GmbH (KoRo) ist ein deutscher Lebensmittelhändler mit Sitz in Berlin. Heute liegt der Fokus des Unternehmens vor allem auf Snacks, Nussmusen und naturbelassenen Produkten.

## Geschichte
Ursprung der KoRo Handels GmbH war die von Constantinos Calios und Robert Schyska (der Name KoRo ergibt sich aus den beiden Anfangsbuchstaben ihrer Vornamen) 2012 gegründete KoRo Drogeriewarenhandel OHG. Ausgangspunkt für die Gründung des Unternehmens war eine Diskussion über Unternehmensgründung ohne Kapital, wie es in Günter Faltins Buch „Kopf schlägt Kapital“ beschrieben ist. KoRo verkaufte damals Bruchware von Wasch- und Reinigungsmitteln sowie Hygieneartikel über den eigenen Onlineshop.
Aus der Feststellung heraus, dass die Basis veganer und vegetarischer Ernährung – wie beispielsweise Nüsse, Kerne und Trockenfrüchte – im Einzelhandel meist nur in kleinen Packungen und mit vielen Zusätzen angeboten wurde, wurde das Sortiment von KoRo um naturbelassene Nüsse und ungeschwefelte Trockenfrüchte erweitert. KoRo wurde daraufhin 2014 in KoRo Drogerie GmbH umbenannt.
2016 verließ Schyska das Unternehmen aus persönlichen Gründen und überschrieb seine Anteile dem damaligen KoRo-Werkstudenten Piran Asci, welcher daraufhin Geschäftsführer wurde und sich mit Gründer Constantinos Calios die Co-CEO Position teilte. 2020 ergänzte Florian Schwenkert die Geschäftsführung als COO, seit 2022 ist Daniel Kundt CFO.
2024 beendete KoRo Co-CEO Piran Asci seine operative Tätigkeit im Unternehmen und wechselte in eine beratende Funktion im Advisory Board. Florian Schwenkert, bisheriger COO, wurde CEO und führt seither mit KoRo-Mitbegründer Constantinos Calios sowie CFO Daniel Kundt das Unternehmen.
KoRo ist europaweit aktiv und vertreibt seine Produkte auch bei Einzelhandelshandelspartnern wie beispielsweise in Deutschland bei Rewe, Edeka, dm und Rossmann. Auch im Menü der ICE-Restaurants und Bistros der Deutschen Bahn sowie bei Eurowings sind KoRo-Produkte verfügbar. Das Sortiment von KoRo umfasst Nüsse, Nussmuse, Trockenfrüchte, Snacks, Koch- und Backzutaten und Nahrungsergänzungsmittel. 

## Unternehmen
2018 erhielt KoRo erstmals Kapital durch die internationale Crowdfunding-Website Companisto. Die Social Chain AG des Unternehmers und Investors Georg Kofler wurde im Jahr 2019 Gesellschafter bei Koro. Aufgrund der steigende Nachfrage bei Online-Lebensmittelhändlern während der COVID-19-Pandemie vervierfachte sich KoRo’s Umsatz von 5 Millionen Euro im Jahr 2019 auf 21 Millionen Euro im Jahr 2020. Durch einen Teil-Verkauf der Anteile der Social Chain AG konnten sich 2022 mit HV Capital, Partech und Five Seasons Ventures drei neue Venture-Capitalists bei KoRo beteiligen. Das Unternehmen erhielt dabei 50 Millionen Euro.
2023 kamen mit SevenVentures (Investmentarm von ProSiebenSat.1), Associated British Foods sowie Haub Legacy Ventures weitere Neuinvestoren hinzu. Im November 2024 verkündete KoRo den Abschluss einer Finanzierungsrunde in Höhe von 35 Millionen Euro. Geführt wurde die Runde von Coefficient Capital, einem renommierten Growth Equity-Unternehmen mit Sitz in New York.

## Produkte
KoRo fokussiert sich vor allem auf vegane und vegetarische Produkte. Neben naturbelassenen Lebensmitteln wie Nüssen, Nussmusen oder Trockenfrüchten bietet das Unternehmen auch Snacks, Aufstriche, gewürzte Nüsse, Koch- und Backzutaten sowie Nahrungsergänzungsmittel.

## Rezeption
KoRo steigerte seine Bekanntheit ab 2016 durch die Kooperation mit Influencern auf YouTube und später auch auf Instagram. Seit 2021 setzt das Unternehmen außerdem auf Podcast-Werbung. Es gilt laut der Financial Times als eines der am schnellsten wachsenden E-Commerce-Unternehmens Deutschlands.